# Yoshio Shirai
Yoshio Shirai (白井 義男, Shirai Yoshio) est un boxeur japonais né le 23 novembre 1923 et mort le 26 décembre 2003 à Tokyo.

## Carrière

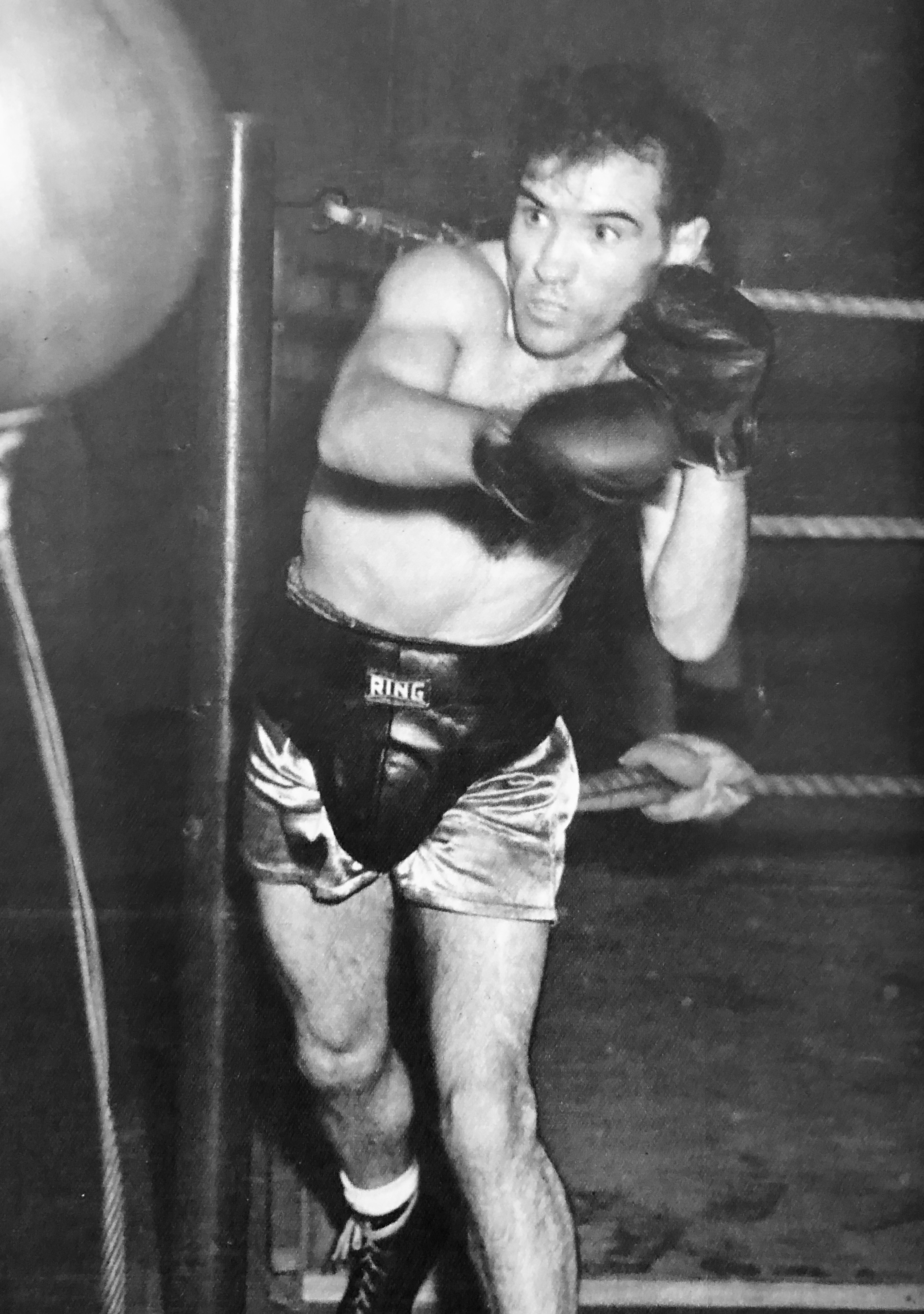
Yoshio Shirai en 1955.

En 1952, Shirai devient le premier japonais à remporter le championnat du monde des poids mouches.
Il défend son titre quatre fois avant de le perdre aux points, le 26 novembre 1954, face au boxeur argentin Pascual Perez. Shirai prend sa retraite en 1955 après avoir perdu le match de revanche contre Perez.
Après sa retraite, Shirai travaille comme commentateur et entraîneur de boxe. Il crée également une salle de sport en partenariat avec le boxeur japonais Yoko Gushiken.
Shirai meurt d’une pneumonie le 26 décembre 2003 à l’âge de 80 ans.